# Odpowiedzialność karna
Odpowiedzialność karna – powinność poniesienia przez daną osobę konsekwencji określonych w prawie za konkretne przestępstwo lub wykroczenie.
W polskim systemie prawnym, odpowiedzialności karnej podlega ten tylko, kto popełnia czyn zabroniony pod groźbą kary przez ustawę obowiązującą w czasie jego popełnienia; odpowiedzialności karnej za przestępstwo skutkowe popełnione przez zaniechanie podlega ten tylko, na kim ciążył prawny, szczególny obowiązek zapobiegnięcia skutkowi (polski kodeks karny wprowadza tutaj instytucję tzw. gwaranta nienastąpienia skutku; w takiej roli może występować np. lekarz, „gdy na podstawie umowy o pracę, umowy kontraktowej lub innych umów cywilnoprawnych przyjmie on na siebie obowiązki w zakresie zapobiegania negatywnym następstwom na życiu lub zdrowiu konkretnego pacjenta lub pacjentów”). 
W ostatnich latach przepisy prawne dotyczące odpowiedzialności karnej uległy zmianie. W szczególności wprowadzono nowe przepisy, które zwiększają odpowiedzialność członków zarządu za przestępstwa gospodarcze. Ponadto organy nadzoru oraz wymiar sprawiedliwości zwiększyły swoje wysiłki w dochodzeniu odpowiedzialności karnej członków zarządu.